# Мньовський заказник
Мньо́вський заказник — орнітологічний заказник місцевого значення в Україні. Розташований у межах Чернігівського району Чернігівської області, на захід від села Глядин. 
Площа 38 га. Статус присвоєно згідно з рішенням Чернігівського облвиконкому від 31.07.1991 року № 159. Перебуває у віданні ДП «Чернігівське лісове господарство» (Славутицьке л-во, кв. 120). 
Статус присвоєно для збереження частини лісового масиву, у деревостані якого переважає сосна. Місце оселення колонії сірої чаплі.